# Trifaroten
Trifaroten ist ein Retinoid der vierten Generation und wurde im Oktober 2019 in den USA unter dem Namen Aklief zur lokalen Behandlung der Akne vulgaris zugelassen.

## Anwendungsgebiete
Trifaroten ist angezeigt zur Behandlung der Akne bei Patienten ab einem Alter von 9 Jahren.

## Wirkungsprinzip
Trifaroten ist ein Agonist der Retinsäure-Rezeptoren, mit besonderer Aktivität am γ-Subtyp. Die Stimulierung dieser Rezeptoren führt zur Modulation von Zielgenen, die mit verschiedenen epidermalen Prozessen assoziiert sind, einschließlich der Zelldifferenzierung und der Vermittlung von Entzündungen. Der exakte Prozess, durch den Trifaroten Akne lindert, ist unbekannt.